# شهرستان نسبار
شهرستان نسبار (به بلغاری: Nesebar Municipality) یک شهرستان در بلغارستان است که در استان بورگاس واقع شده‌است.